# Papirus 21
Papirus 21 (według numeracji Gregory-Aland), oznaczany symbolem {\displaystyle {\mathfrak {P}}^{21}} – grecki rękopis Nowego Testamentu pisany na papirusie, w formie kodeksu. Paleograficznie datowany jest na III wiek. Zawiera fragmenty Ewangelii Mateusza.

## Opis
Zachowały się tylko fragmenty jednej karta kodeksu z tekstem Ewangelii Mateusza 12,24-26.32-33. Tekst pisany jest wielką uncjałą.

## Tekst
Tekst grecki reprezentuje mieszany typ, Kurt Aland zaklasyfikował go do kategorii III. W Mateuszu 12,25 przekazuje wariant ιδων δε (zamiast ειδως δε) w czym jest zgodny z Kodeksem Bezy, korektorem b Kodeksu Synajskiego, 892*, łacińskim tekstem Kodeksu Bezy (itd), k, syryjskimi c i s, koptyjskimi rękopisami (copbo). W 12,32 brakuje słów αυτω ουτε.

## Historia
Rękopis odkryty został przez Grenfella i Hunta, którzy opublikowali jego tekst w 1912 roku. Na liście papirusów znalezionych w Oxyrhynchus znajduje się na pozycji 1227. Ernst von Dobschütz umieścił go na liście rękopisów Nowego Testamentu, w grupie papirusów, dając mu numer 21.
Rękopis przechowywany jest w bibliotece Muhlenberg College (Theol. Pap. 3) w Allentown.